# Honiana Te Puni-kokopu
Honiana Te Puni-kokopu, né vers 1780 et mort le 5 décembre 1870, est un chef maori de l’iwi (tribu) Te Ati Awa, qui a joué un rôle significatif dans la colonisation britannique de la Nouvelle-Zélande.

## Biographie
Il est le fils de Rerewha-i-te-rangi, l'un des principaux chefs de la tribu. Son père est tué vers le début du XIXe siècle lors d'un assaut mené par la tribu Taranaki contre le pa (village fortifié) Rewarewa des Te Tai Awa. Vers 1820, Te Puni prend part à la défense du pa Pukerangiora contre les Taranaki, et vers 1822 il participe à la bataille de Motunui contre les Waikato. Vers 1828 son cousin Te Wharepouri (chef prééminent des Te Tai Awa) et lui accueillent sur leurs terres les baleiniers britanniques Jacky Love et Dicky Barrett, et les autorisent à épouser chacun une femme de haut rang de la tribu. Peu après, Te Puni visite Sydney avec les baleiniers. Ces derniers équipent la tribu de caronades et l'aident à défendre le pa d'Otaka contre les Waikato en 1831. En 1832 toutefois, de nombreux membres de la tribu migrent vers Waikanae pour échapper à de nouveaux assauts des Waikato. Parmi les migrants, Te Puni, Te Wharepouri, Jacky Love et Dicky Barrett, et les familles de ces derniers. 
En conflit avec les autres tribus établies à proximité, Te Puni et Te Wharepouri accueillent le vaisseau Tory de la New Zealand Company lorsque celui-ci arrive sur leurs nouvelles terres, là où se trouve aujourd'hui la ville de Wellington, le 20 septembre 1839. Les deux chefs vendent à la compagnie de nombreuses terres, dont certaines ne leur appartiennent d'ailleurs pas. La Compagnie souhaite en effet acquérir des terres pour organiser une colonisation privée de la Nouvelle-Zélande. Les Te Tai Awa obtiennent notamment, en échange, des armes à feu pour se défendre face aux tribus ennemies. Te Puni soutient activement la petite colonie établie dès lors par les Britanniques. Il considère William Wakefield, principal agent de la Compagnie, comme « son pakeha », et lui fait bâtir une grande maison. Il fait également bâtir des maisons pour les colons que la Compagnie fait venir, et établit avec eux des relations commerciales, leur vendant des aliments en échange de divers produits européens, dont des vêtements. 

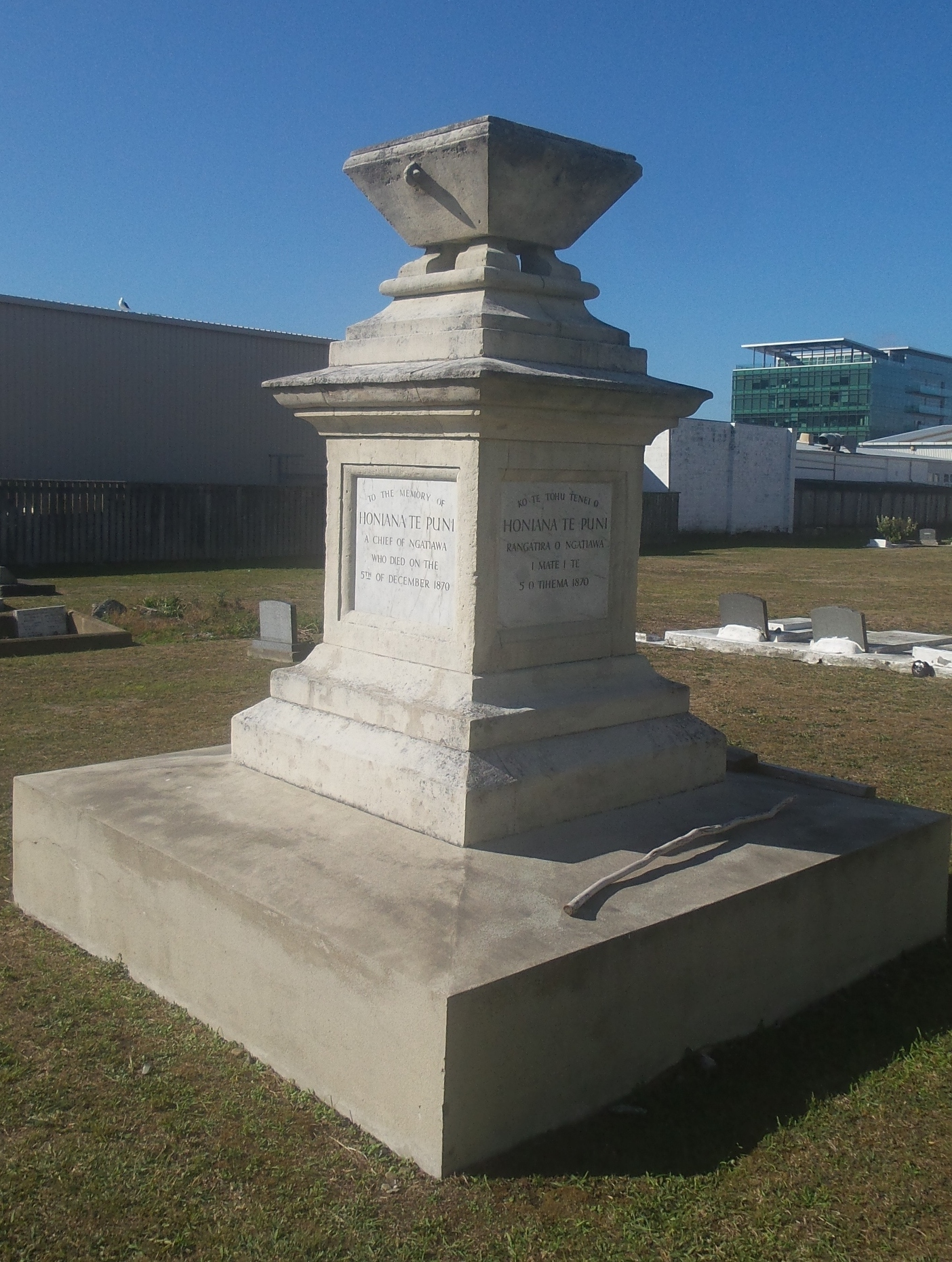
Le mémorial de Te Puni à Wellington.

Te Puni est l'un des signataires, en 1840, du traité de Waitangi par lequel les chefs maoris cèdent leur souveraineté à la Couronne britannique, permettant l'annexion de la Nouvelle-Zélande à l'Empire britannique. Lorsque le nouveau gouvernement colonial enquête sur les achats de terres parfois frauduleuses opérées par la New Zealand Company, Te Puni prend la parole en faveur de la Compagnie. En 1846, à la demande de Te Puni, sa tribu est armée de mousquets par les autorités coloniales pour aider ces dernières à défendre leur territoire face aux tribus qui contestent leur présence. En juin, Henare Te Whare, fils de Te Puni, mène une expédition armée pour contraindre la tribu Ngati Rangatahi de se replier hors de la vallée de Hutt, la laissant libre pour les colons. Dès lors, Te Puni jouit d'un important crédit auprès des autorités, qui le rémunèrent pour son soutien. Sous sa direction, et grâce à ce soutien, sa tribu prospère. En 1848, le gouverneur Sir George Grey lui accorde le titre d’esquire. Cette même année, William Wakefield meurt et Te Puni est l'un de ceux qui portent son cercueil lors des obsèques.
Te Puni meurt le 5 décembre 1870, et reçoit des obsèques nationales. Les boutiques à Wellington sont fermées le jour de ses obsèques. Son cercueil est porté entre autres par Donald McLean (ministre des Affaires autochtones) et William Fitzherbert (surintendant de la ville de Wellington). L'évêque de Wellington, Octavius Hadfield, délivre l'éloge funèbre. Il est inhumé avec les honneurs militaires, et le gouvernement fait ériger au cimetière familial un monument à sa mémoire. Sur ce mémorial est inscrit, en anglais et en maori : « À la mémoire de Honiana Te Puni, chef des Ngatiawa, mort le 5 décembre 1870, ce monument est érigé par le gouvernement de Nouvelle-Zélande en considération de l'amitié infaillible entre lui et les Pakeha ». En 1940, le Premier ministre Walter Nash y dépose une couronne de fleurs en commémoration.